# Aïda Sellam
Aïda Sellam (ur. 13 września 1977) – tunezyjska lekkoatletka, która specjalizowała się w rzucie oszczepem.
W 2004 reprezentowała swój kraj podczas igrzysk olimpijskich w Atenach - z wynikiem 57,76 nie udało jej się awansować do finału. Trzykrotna medalistka mistrzostw Afryki (dwa złota i jedno srebro). W 2002 brała udział w zawodach pucharu świata w Madrycie, gdzie uplasowała się na ósmym miejscu. Medalistka igrzysk afrykańskich (1999, 2003). Rekord życiowy: 60,87 (23 czerwca 2004, Tunis). Wynik ten jest aktualnym rekordem Tunezji.

## Progresja wyników
| Rok  | Wynik | Data       | Miejsce           |
| ---- | ----- | ---------- | ----------------- |
| 1999 | 54,34 | 16 maja    | Gavà              |
| 2000 | 55,90 | 3 czerwca  | Tunis             |
| 2001 | 56,20 | 2 czerwca  | Tunis             |
| 2002 | 55,89 | 27 lipca   | Ninove            |
| 2003 | 58,62 | 8 czerwca  | Kladno            |
| 2004 | 60,87 | 23 czerwca | Tunis             |
| 2005 | 57,14 | 8 czerwca  | Jablonec nad Nysą |
| 2006 | 50,10 | 1 maja     | Susa              |
| 2007 | 44,60 | 20 maja    | Amman             |
| 2010 | 48,95 | 16 czerwca | Nabul             |
| 2011 | 55,80 | 26 czerwca | Radès             |